# Зюдайксфельд
Зюдайксфельд (нім. Südeichsfeld) — громада в Німеччині, розташована в землі Тюрингія. Входить до складу району Унструт-Гайніх.
Площа — 59,88 км2. Населення становить 6440 ос. (станом на 31 грудня 2021).